# Ceratopsyche hirta
Ceratopsyche hirta är en nattsländeart som först beskrevs av Jacquemart och Statzner 1981.  Ceratopsyche hirta ingår i släktet Ceratopsyche och familjen ryssjenattsländor. Inga underarter finns listade i Catalogue of Life.